# Bufó

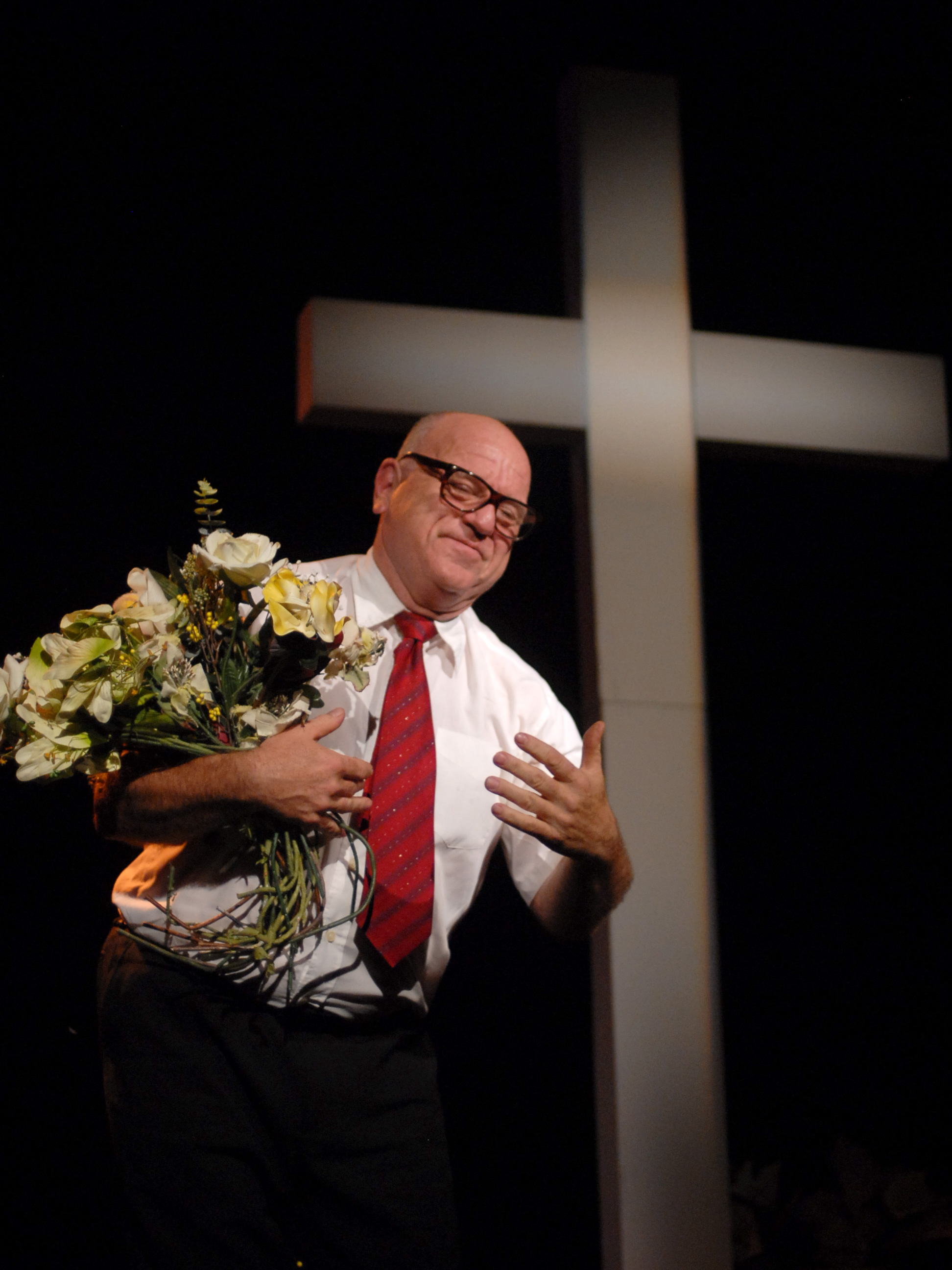
Bufó en una actuació actual

Un bufó a l'edat mitjana era una persona encarregada de fer riure els reis i la cort. Molts dels bufons tenien anomalies físiques i se'ls permetia la sàtira de temes prohibits als altres, podien anar vestits com els pallassos i acumular poder per la proximitat als governants.
Es té constància que ja hi havia bufons a les antigues corts persa, faraònica egípcia, i entre els grecs i romans a l'època antiga. L'antecedent mitològic del bufó és la figura de Momus, que divertia els déus de l'Olimp. La figura del bufó té les seves arrels a les festivitats clàssiques que permetien alterar l'ordre establert de forma momentània, com les celebracions dionisíaques que van desembocar al Carnestoltes. Els bufons, però, podien actuar tot l'any.
Van inspirar alguns personatges de la de la Commedia dell'Arte i la figura del graciós a la literatura. Un dels bufons més famosos ha estat el francès Triboulet, que va inspirar obres com el Rigoletto de Verdi, entre d'altres. Els seus vestits representen l'arquetip del bufó (amb barret de tres puntes, cascavells i ceptre), que apareix a la carta del Tarot del bufó.
Actualment el bufó ha tornat a prendre rellevància a les arts escèniques, considerat de vegades la part fosca (nas negre) del pallasso, el clown àcid o no-innocent, o un sinònim de clown, segons les escoles. El personatge sol estar basat en el mateix intèrpret i la imatge és molt cuidada. Solen tenir una sòlida formació de teatre físic, teatre gestual i mim, i molt sovint també de dansa contemporània, música, màscares, titelles, acrobàcia i altres especialitats tradicionals de circ que inclouen als seus espectacles, que solen ser per a adults i de gran força dramàtica.

## Corona d'Aragó
Hi ha documents del bufó Antoni Tallander (anomenat Mossèn Borra) al servei de Ferran I d'Aragó.